# リビングストン (グアテマラ)
リビングストン（Lívingston）は、グアテマラ、イサバル県の都市。ホンジュラス湾の中にあるアマティケ湾に臨む。ガリフナ（ガリナグ）文化で知られ、グアテマラの他の地域と大きく異なる。

## 概要

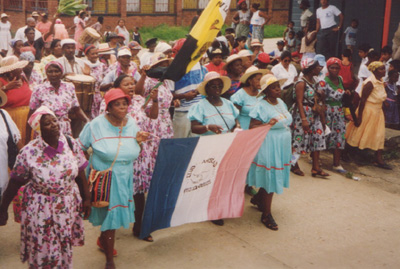
聖イシドロの日のパレード

リビングストンはアマティケ湾に流れこむドゥルセ川の河口に位置する。
リビングストンの人口構成はグアテマラの他の地域と大きく異なり、ガリフナ、インド人、ケクチ族、およびラディーノの文化が共存する。ガリフナは特にプンタと呼ばれる音楽と踊りで知られ、また仮面をつけたヤンクヌという新年の踊りでも知られる。
グアテマラには5000人ほどのガリフナが住み、マヤ諸民族やシンカ族とともに先住民として認められている。その大部分はリビングストンおよびプエルト・バリオスに住む。
ガリフナは基本的にカトリック信者であり、1892年以来聖イシドロを守護聖人として祝う。これとベリーズのガリフナ入植記念日に影響されたリビングストンへのガリフナの定住の祝いが結びついて、ガリフナの日(Día del Garífuna)、ガリフナ語でユルメインと呼ばれる記念日になった。1980年代なかばよりガリフナの日はリビングストンが公式に建設された11月26日に行われるようになり、1996年には政府によって公式にこの日がガリフナの日とされた。

## 交通
リビングストンから他の場所へ行くための陸路は存在せず、交通は船による。県都のプエルト・バリオスおよびベリーズのプンタ・ゴルタとの間に定期船が運航している。ほかに、ドゥルセ川を遡ってイサバル湖近くのフロンテラスに出たり、ベリーズのプラセンシアやホンジュラスのラ・セイバに行くこともできる。

## 歴史
この一帯には古くはマヤ系のチョル族が住んでいたらしいが、17世紀までにスペイン人によって他の土地に移動させられた。ドゥルセ川とイサバル湖は重要な交易路にあたり、イギリス・オランダ・フランスなどの海賊が出没した。
1802年にロアタン島のガリフナがハイチのマルコス・サンチェス・ディアスに連れられて現在のリビングストンにやってきた。彼らは町をラ・ブガ（「口」を意味するガリフナ語）と呼んだ。グアテマラがスペインから独立した後の1831年、リヴィングストン法典で有名なアメリカ合衆国のエドワード・リヴィングストンにちなんでリビングストンと命名され、イサバル県の県都になった（リヴィングストン法典は1836年にグアテマラで採用された）。19世紀のリビングストンは主要な貿易港であり、1880年代に関税が免除されると、アメリカ合衆国のユナイテッド・フルーツ社が水路でバナナを運び、またドイツのフェロパスコ社がアルタ・ベラパス県のコバンからポロチク川までのベラパス鉄道を開き、ドゥルセ川を往来する蒸気船を運航して、コーヒー・カカオ・木材を運んだ。しかし首都グアテマラシティからプエルト・バリオスへの鉄道が建設されると、貿易の中心はそちらに移り、1920年に県都もプエルト・バリオスに移った。
ケクチ族はアルタ・ベラパス県から、主にコーヒーを積み込むための労働者として20世紀なかごろにリビングストンに移住してきた。